# Benvenuti al Wayne
Benvenuti al Wayne (Welcome to the Wayne) è una serie televisiva animata statunitense-canadese del 2017, creata da Billy Lopez.
Inizialmente concepita come una webserie originariamente pubblicata su Nick.com dal 14 novembre al 26 dicembre 2014, la serie è stata trasmessa per la prima volta negli Stati Uniti su Nickelodeon dal 24 luglio 2017 per 9 episodi. Verrà poi proseguita su NickToons in un formato bomba nella primavera del 2019 negli Stati Uniti a causa di bassi ascolti, mentre la serie si era già conclusa nel 2018 in altri paesi.

## Trama
Dopo essersi trasferito al Wayne, uno strano condominio di New York, un ragazzo di nome Ansi Molina stringe amicizia con due giovani di nome Olly e Saraline Timbers. Insieme intraprendono un viaggio per scoprire i misteri presenti in giro per il Wayne.

## Episodi
| Stagione         | Episodi | Prima TV originale | Prima TV Italia |
| ---------------- | ------- | ------------------ | --------------- |
| Webserie         | 6       | 2014               | 2014            |
| Prima stagione   | 20      | 2017-2018          | 2017-2018       |
| Seconda stagione | 10      | 2018               | 2018            |

## Personaggi

### Personaggi principali
- Ansi Molina, voce originale di Alanna Ubach, italiana di Mattia Bressan.
- Olly Timbers, voce originale di Billy Lopez, italiana di Federico Zanandrea.
- Saraline Timbers, voce originale di Dana Steingold, italiana di Katia Sorrentino e Martina Felli.

### Personaggi secondari
- Albert Molina, voce originale di Alfred Molina.
- Harvey Timbers, voce originale di Richard Kind.
- Olympia Timbers, voce originale di Annie Potts.
- Leif Bornwell III, voce originale di David Hornsby, italiana di Alessandro Capra.
- La spia dell'ottavo appartamento, voce originale di Veronica Taylor, Italiana di Emanuela Pacotto.
- Masterson mozzicone, voce originale di Marc Thompson, italiana di Claudio Moneta.
- Fiorellino, voce originale di Robbie Sublett, Italiana di Marco Pagani.
- Jonah Bishop, voce originale di Carey Means, Italiana di Gianluca Iacono.
- George il portinaio, voce originale di Dave Willis, Italiana di Graziano Galoforo.
- Wendell William Wasserman, voce originale di Dana Snyder, italiana di Andrea Oldani.
- Dennis O'Bannon, voce originale di Emo Philips.
- Julia Wiles, voce originale di Nikki M. James.
- Clara Rhone, voce originale di Harriett D. Foy.
- Tony Stanza, voce originale di Spriggs Fryman.
- John Keats, voce originale di Billy Bob Thompson.
- Bontà, voce originale di Charnele Crick.
- Andrei, voce originale di Andrew Rannells, italiana di Jacopo Calatroni.
- Katherine Alice, voce originale di Kimiko Glenn.
- The Arcsine/Annacile, voce originale di Katie Diccico.
- Garrison Payne, voce originale di Clarke Thorell.
- Madison Payne, voce originale di Shannon Walsh.
- General Ia'cthar, voce originale di Kevin McKidd.
- 5NOM4N, voce originale di Phil LaMarr.
- Bobby, voce originale di Matt Maiellaro.
- Scott Whalien, voce originale di Matt Maiellaro.
- Tommy, voce originale di Joel Hodgson.
- Judd Hirsch, voce originale di Judd Hirsch.
- Macellaio, voce originale di Stephanie D'Abruzzo.
- Furton Binklemurton, voce originale di Malcolm McDowell.